# Aqui Agora
Aqui Agora é um telejornal brasileiro de cunho popularesco, exibido pelo SBT entre 1991 e 1997, em 2008 e em 2025, marcando a história da televisão brasileira.
Atualmente, é exibido apenas para a Região Metropolitana de São Paulo e para as afiliadas do SBT que não possuem programação local no horário das 18h30.

## História

### Primeira versão

Logotipo usado entre 1996 e 1997, com o fundo vermelho apenas no último ano

O telejornal estreou no final da tarde no dia 20 de maio de 1991. Baseado no telejornal argentino Nuevediario, do Canal 9, tinha como slogan "um jornal vibrante, uma arma do povo, que mostra na TV a vida como ela é!". Foi pioneiro no Brasil no uso do Gerador de Caracteres ao exibir manchetes bastante escandalosas sobrepostas às imagens, bem como do uso da câmera na mão em matérias jornalísticas, muitas das quais envolvendo sequestros, tiroteios e perseguições policiais mostradas ao vivo. Seu grande foco era em reportagens policiais, especialmente sobre assassinatos e crimes escandalosos. Seguindo o formato ágil, dinâmico e cruel do programa, não era raro os próprios repórteres serem feitos reféns por criminosos, testemunharem mortes in loco ou quase serem atingidos por balas perdidas. O Aqui Agora também exibia, em um tom mais jocoso, fofocas do meio artístico e um quadro de defesa do consumidor. Alcançou altos índices de audiência e chegou a ameaçar a liderança da Rede Globo no horário na Grande São Paulo, chegando a picos de 50 pontos.
Em 1993, passou a contar com Felisberto Duarte, o "Feliz", que apresentava a previsão do tempo com bom humor e bordões como "piriri, pororó e tempos felizes!", fazendo sucesso com crianças em meio ao jornalismo sério voltado para adultos. A ousadia do jornal era tanta que chegou a ter Maguila, o lutador de boxe, como comentarista de economia.
Celso Russomanno, político paulistano, elegeu-se deputado federal graças à popularidade alcançada como repórter de defesa do consumidor. Suas reportagens mostravam as queixas de consumidores mal atendidos, que eram colocados frente a frente com fornecedores de serviços e produtos. A conversa muitas vezes descambava para brigas físicas. Russomanno fazia papel de advogado em busca de acordo. Quando conseguia, encerrava sempre com a mesma frase: "estando bom para ambas as partes, Celso Russomanno, Aqui Agora".
Na primeira versão teve vários apresentadores que se revezavam na leitura das notícias. Entre eles Ivo Morganti que foi o âncora do programa ao lado de Patrícia Godoy e depois de Christina Rocha (assim como Russomanno, também ingressado na política graças à popularidade do programa: foi eleito vereador na cidade de São Paulo), Patrícia Godoy, Sérgio Ewerton, Christina Rocha, Sônia Abrão, Jorge Helal, Luiz Lopes Corrêa (noticiava sobre os assuntos internacionais, tanto que fez o TJ Internacional), Sílvia Garcia (esposa de Sérgio Ewerton) e Liliane Ventura, além de Guilherme Contrucci como folguista.
O jornal criou também uma tendência que seria seguida pela maioria das emissoras: comprava material de cinegrafistas amadores e independentes, os amadores eram aqueles que haviam gravado imagens por puro acaso e os independentes que possuindo ou não DRT de cinegrafista trabalhavam regularmente vendendo imagens para a emissora. Os mais regulares foram Douglas Aguado, Tony Castro, Rogério Torres e Cacá.

### Segunda versão
No dia 26 de fevereiro de 2008, o SBT anunciou oficialmente a volta do programa, com os apresentadores Luiz Bacci, Herbert de Souza, Christina Rocha e Joyce Ribeiro. O Aqui Agora reestreou no dia 3 de março de 2008, porém, com índices abaixo da expectativa da emissora. Às 18h50min, o Aqui Agora saía da rede nacional, pois desde o horário até às 19h20min era reservado a telejornais locais fora da Grande São Paulo.
O diretor do programa, Albino Castro, negava que o programa buscasse um formato "mundo cão" e dizia que a meta "é chegar a 20 pontos de audiência" a longo prazo. Na estreia, esperava manter quatro ou cinco pontos, como habitualmente. Em um ano, pretendia ter passado de dez.
Menos de um mês após a estreia do programa, o dono do SBT, Silvio Santos, determinou que o telejornal deveria atingir uma média de oito pontos no Ibope ou sairia do ar novamente. Em março, o telejornal popular atingiu 7 pontos, todavia, teria de crescer para atingir a meta.
Em 21 de março, a assessoria da emissora anunciou que Herberth de Souza havia sido demitido no dia anterior. O motivo foi agressão ao produtor do telejornal, Renato Coimbra, durante a exibição de uma reportagem.
Em 11 de abril de 2008, sem aviso prévio aos telespectadores e apenas divulgando à imprensa, o Aqui Agora foi exibido pela última vez e nunca mais voltou à programação da emissora, devido à rescisão do contrato de Bacci após a grade da emissora sofrer uma reformulação.

### Retorno
As primeiras especulações sobre a volta do Aqui Agora começaram a rondar na imprensa em dezembro de 2023 com a apresentação da programação 2024, após algumas tentativas fracassadas de Silvio Santos de reviver programas semelhantes como o Boletim de Ocorrências e a terceira versão do SBT Notícias. O novo programa seria batizado de Tá na Hora e estreou em março de 2024.
Em dezembro de 2024, com a contratação de Datena, o Aqui Agora voltou a ser especulado para um possível relançamento, que não aconteceu, apesar de haver algumas campanhas dentro da emissora pela sua volta, uma delas, encabeçada pelo Ratinho.
Em janeiro de 2025, o SBT gravou alguns pilotos do programa, sendo um deles apresentado por Felipeh Campos, tendo até mesmo a trilha sonora vazada. Outros jornalistas foram convidados a gravar a atração como Dani Brandi e Felipe Macedo. Em maio, Datena teve o contrato com o SBT rescindido após ter demonstrado insatisfação com uma possível redução de tempo do Tá na Hora e o rebaixamento para ser um programa local devido a baixa audiência, além de ter procurado a RedeTV! sem o consentimento da alta cúpula. O jornalista foi substituído temporariamente por Dani Brandi no Tá na Hora e Felipe Macedo havia sido oficializado como apresentador titular do programa, mas só o assumiria após cumprir compromissos comerciais na TV Cidade, de Londrina. No entanto, o SBT decidiu oficializar Brandi como apresentadora do vespertino, além de confirmar o fim do Tá na Hora e a reestreia do Aqui Agora, marcado inicialmente para 2 de junho e depois sendo adiado para o dia 9, ocupando a faixa das 18h45 ás 19h45 e sob a apresentação de Felipe Macedo, que passa a fazer dupla com Dani no policialesco. No entanto, por ajustes no formato, segundo a nota do SBT, a estreia marcada para o dia 9 acabou sendo cancelada, com a emissora ficando de anunciar uma nova data. No final, o retorno acabou sendo cancelado após problemas envolvendo o apresentador Macedão.
Dois meses depois do cancelamento do projeto, o SBT decidiu relançar ele já no dia 4 de agosto de 2025 em um novo formato, adotando a linhagem menos sensacionalista e com a apresentação de Dani Brandi e Marco Pagetti. Faltando alguns minutos para a reestreia e anunciado como arma secreta, Geraldo Luís foi oficializado como o novo integrante do programa.
Diferente das versões de 1991 e 2008, essa versão apresenta uma abordagem mais leve e bem humorada, com menos matérias sensacionalistas, mas apresentando os casos de polícia e do cotidiano em um tom cômico, já abordado em programas anteriores do SBT.